# الملعب الرياضي بالمكناسي
الملعب الرياضي بالمكناسي هو فريق كرة قدم تونسي تأسس عام 1962 في مدينة المكناسي، ولاية سيدي بوزيد يلعب هذا الفريق في الرابطة التونسية الثالثة لكرة القدم مستوى أول في موسم 2020 - 2021.

## وصلات خارجية
- صفحة الملعب الرياضي بالمكناسي على موقع كوووة.
- الموقع الرسمي للجامعة التونسية لكرة القدم.